# والتر باسيجيو
والتر باسيجيو (19 أغسطس 1978 هاله بلجيكا - ) هو لاعب كرة قدم بلجيكي، يلعب كلاعب وسط.

## روابط خارجية
- والتر باسيجيو على موقع الاتحاد الدولي (مؤرشف)  (الإنجليزية)
- والتر باسيجيو على موقع الاتحاد الأوربي (الإنجليزية)
- والتر باسيجيو على موقع الاتحاد البلجيكي (الإنجليزية)
- والتر باسيجيو على موقع قاعدة بيانات كرة القدم.إي يو (الإنجليزية)
- والتر باسيجيو على موقع ناشيونال فوتبول تيمز (الإنجليزية)
- والتر باسيجيو على موقع عالم كرة القدم.نت (الإنجليزية)